# Jente Bouckaert
Jente Bouckaert (né le 15 janvier 1990) est un athlète belge, spécialiste du 400 m.

## Biographie
Il remporte la médaille d'or du relais 4 × 400 m lors des Championnats d'Europe 2012 d'Helsinki, aux côtés de Antoine Gillet, Jonathan et Kévin Borlée. L'équipe de Belgique, qui établit la meilleure performance européenne de l'année en 3 min 1 s 09, devance le Royaume-Uni et l'Allemagne.

### Palmarès
| Date | Compétition           | Lieu     | Résultat | Épreuve   |
| ---- | --------------------- | -------- | -------- | --------- |
| 2012 | Championnats d'Europe | Helsinki | 1er      | 4 × 400 m |

### Records
| Épreuve | Performance | Lieu      | Date         |
| ------- | ----------- | --------- | ------------ |
| 400 m   | 46 s 25     | Bruxelles | 17 juin 2012 |